# Серсей, Эдуар де
Граф Феликс Эдуар де Серсей (фр. Félix Édouard, comte de Sercey; 1 апреля 1802, Порт-Луи — 30 августа 1881, Рюминьи, департамент Сомма) — французский дипломат. Великий офицер Ордена Почётного легиона (1846), кавалер Большого креста Ордена Изабеллы Католической (1845).
Сын адмирала Пьера Сезара Шарля де Серсея, пэра Франции.
Начал дипломатическую карьеру во французском посольстве в Великом герцогстве Тосканском. Затем был секретарём французских посольств в Риме (с 1828 г.), Мюнхене (с 1831 г.) и Берлине (с 1833 г.), в 1834—1839 гг. первый секретарь посольства Франции в России.
В 1839 г. возглавил французскую дипломатическую миссию в Персию, отплыв 30 октября из Тулона. После длительной задержки в Константинополе прибыл в страну назначения 11 января следующего года и 5 апреля добрался до Исфахана, где был принят Мохаммед-шахом. В мае миссия двинулась назад, разделившись на несколько групп, и Серсей через Трапезунд вернулся в Европу. Отчёт графа де Серсея об этой миссии был в сокращённом виде опубликован в 1854 году в журнале La Revue contemporaine (под названием «Персия в 1840 году», фр. La Perse en 1840), а отдельным изданием вышел в 1928 году (фр. Une ambassade extraordinaire. La Perse en 1839–1840) с комментариями внука автора, графа Лорана де Серсея. Целью миссии было восстановление фактически прерванных в 1809 году франко-персидских отношений и изучение древних памятников на территории страны, для чего в состав делегации вошёл, в частности, учёный и художник Эжен Фланден. Достижением миссии де Серсея было получение от шаха разрешения на беспрепятственную деятельность католических школ на территории Персии, однако заключить торговые соглашения Серсею не удалось — согласно воспоминаниям графа д’Альтон-Ше, из-за его нежелания подносить подарки окружению шаха.
По возвращении из Пруссии в 1843—1852 гг. посол Франции в Великом герцогстве Гессенском.
Сын — дипломат Рене де Серсей.